# Phông phóng xạ
Phông phóng xạ, phông bức xạ hay bức xạ nền là thước đo mức độ bức xạ ion hóa hiện diện trong môi trường tại một vị trí cụ thể mà không phải do cố ý đưa nguồn bức xạ vào.
Bức xạ nền bắt nguồn từ nhiều nguồn khác nhau, gồm cả tự nhiên và nhân tạo. Chúng bao gồm cả bức xạ vũ trụ và phóng xạ môi trường từ các vật liệu phóng xạ tự nhiên (như radon và radium), cũng như tia X nhân tạo dùng trong y tế, bụi phóng xạ từ các vụ thử nghiệm vũ khí hạt nhân và tai nạn hạt nhân.
Tại Việt Nam thường gọi theo tiếng Pháp là "phông phóng xạ" (rayonnement de fond) của vùng, và đôi khi gọi theo tiếng Anh là "bức xạ nền" (background radiation).

## Định nghĩa
Bức xạ nền được Cơ quan Năng lượng Nguyên tử Quốc tế định nghĩa là "Liều hoặc suất liều (hoặc một số đo quan sát được liên quan đến liều hoặc suất liều) được quy cho tất cả các nguồn khác với (các) nguồn được chỉ định.
Vì vậy, cần phân biệt giữa liều lượng đã có ở một vị trí, được định nghĩa ở đây là "phông nền" và liều lượng do một nguồn được giới thiệu và chỉ định có chủ ý. Điều này rất quan trọng khi các phép đo bức xạ được thực hiện từ một nguồn bức xạ xác định, nơi nền hiện có ảnh hưởng đến phép đo này. Một ví dụ sẽ là phép đo ô nhiễm phóng xạ trong phông bức xạ gamma, có thể làm tăng tổng số đọc cao hơn dự kiến chỉ từ ô nhiễm.
Tuy nhiên, nếu không có nguồn bức xạ nào được chỉ định là cần quan tâm, thì phép đo tổng liều bức xạ tại một địa điểm thường được gọi là bức xạ nền, và đây thường là trường hợp tỷ lệ liều xung quanh được đo cho mục đích môi trường.

## Bức xạ nền tự nhiên
Chất phóng xạ vốn có mặt sẵn trong tự nhiên, có thể phát hiện được trong đất, đá, nước, không khí và thảm thực vật, và từ đó nó được hít vào hoặc ăn vào cơ thể sống. Ngoài sự tiếp xúc bên trong này, con người còn nhận được sự tiếp xúc bên ngoài từ các chất phóng xạ còn bên ngoài cơ thể và từ bức xạ vũ trụ từ không gian. Liều lượng tự nhiên trung bình trên toàn thế giới đối với con người là khoảng 2,4  mSv (240  mrem) mỗi năm.
Con số này cao gấp bốn lần mức phơi nhiễm bức xạ nhân tạo trung bình trên toàn thế giới, vào năm 2008 lên tới khoảng 0,6 mmilisievert (60  mrem) mỗi năm. Ở một số nước phát triển, như Hoa Kỳ và Nhật Bản, phơi nhiễm nhân tạo trung bình lớn hơn phơi nhiễm tự nhiên, do khả năng tiếp cận phép chẩn đoán bằng hình ảnh y khoa nhiều hơn. Ở Châu Âu, mức phơi nhiễm nền tự nhiên trung bình theo quốc gia dao động từ dưới 2 mSv (200 mrem) hàng năm ở Vương quốc Anh đến hơn 7 mSv (700 mrem) hàng năm đối với một số nhóm người ở Phần Lan.
Theo Cơ quan Năng lượng Nguyên tử Quốc tế thì: 
"Phơi nhiễm với bức xạ từ các nguồn tự nhiên là đặc điểm không thể tránh khỏi của cuộc sống hàng ngày ở cả môi trường làm việc và công cộng. Phơi nhiễm này trong hầu hết các trường hợp ít hoặc không quan tâm đến xã hội, nhưng trong một số tình huống nhất định, việc đưa ra các biện pháp bảo vệ sức khỏe cần được xem xét. chẳng hạn như khi làm việc với quặng urani và thori, và các Chất phóng xạ Xảy ra Tự nhiên (NORM) khác. Những tình huống này đã trở thành tâm điểm chú ý của Cơ quan trong những năm gần đây."